# Optické konstanty
Pojem optické konstanty se vztahuje k popisu šíření světla (a obecně elektromagnetického vlnění) v různých látkách.
Tento název má historické kořeny a je vlastně zavádějící, protože v běžném použití označuje často nikoliv konstanty, ale funkce, kde nezávislou proměnnou je frekvence elektromagnetického vlnění f resp. jeho vlnová délka ve vakuu λ ({\displaystyle \lambda =c/f} kde c je rychlost světla). Takovéto funkce lze používat tehdy, jestliže vlnová délka záření je mnohem větší nežli rozměr, na jehož úrovni látka není homogenní (typicky vzdálenost mezi atomy). Znalost optických konstant dané látky je dostatečná k vypočtení jejích optických vlastností (používá se také pojem optická odezva) v dané části spektra; například barva jak ji vnímá lidské oko, odrazivost, propustnost, atd.

## Výčet optických konstant
Optické konstanty jsou zde považovány za komplexní veličiny (viz níže).
- Související s elektrickým polem:
  - komplexní index lomu N, N = n + i κ (kde reálný index lomu je označen n, index absorpce κ)
  - permitivita ε = ε' + i ε''
  - elektrická susceptibilita χe = χe' + i χe''
  - měrná elektrická vodivost (konduktivita) σ = σ' + i σ''
  - měrný elektrický odpor (rezistivita) ρ = ρ' + i ρ''
  - impedance z = z' + i z''
- Související s magnetickým polem:
  - permeabilita μ = μ' + i μ''
  - magnetická susceptibilita χm = χm' + i χm''

Tyto optické konstanty navzájem nejsou nezávislé.

## Jednoduchý příklad
Nejběžnějším příkladem je index lomu n, který popisuje rychlost šíření světla látkou. Např. pro sklo je jeho hodnota rovna asi 1,5; zanedbáme-li jeho malou závislost na vlnové délce, můžeme jej v rozsahu viditelného světla považovat za konstantu popisující libovolné sklo se stejným chemickým složením.

## Obecný popis
Obecně je popis šíření elektromagnetických vln v látkách složitější – optické konstanty se v širokém rozsahu elektromagnetického spektra výrazně mění. V optice se běžně používají komplexní optické konstanty, přičemž jedna ze složek (většinou imaginární) vyjadřuje ztráty (absorpci) záření. V řadě případů je pak postačující používat takovéto komplexní optické konstanty, které mají následující vlastnosti: jsou
1. izotropní
2. skalární
3. lineární
4. synchronní a
5. lokální.

Tím, že předpokládáme tyto vlastnosti, se popis interakce záření s látkou značně zjednodušuje. Platnost těchto zjednodušujících předpokladů se řeší v následujících odstavcích.

### Izotropie
Izotropie optických konstant závisí na druhu materiálu, případně na dalších podmínkách. Mnoho látek (např. sklo, voda aj.) je izotropní – chová se ve všech směrech stejně. Naproti tomu např. řada krystalů je anizotropní, takže i optické konstanty musí odrážet jejich anizotropní vlastnosti. Stejně tak přiložením vnějšího statického elektrického nebo magnetického pole se izotropní látka může stát anizotropní (tzv. elektrooptické a magnetooptické jevy)

### Skalární popis
Pokud optické konstanty popisují vztahy mezi vektorovými veličinami (což platí pro všechny kromě indexu lomu), mohou to být obecně tenzorové veličiny. Např. střídavý elektrický proud v některých krystalech nemusí být rovnoběžný se směrem přiloženého elektrického pole; v tom případě je (střídavá) vodivost krystalu popsána tenzorem 2. řádu.

### Lineární optické konstanty
Ve většině případů nezávisí optické konstanty na velikosti dopadajícího elektromagnetického pole. Při použití vhodných látek a dostatečné intenzity pole (obvykle je nutno použít lasery) však lze pozorovat jevy, k jejichž vysvětlení takový popis nestačí a je třeba vzít v úvahu, že optické konstanty na intenzitě dopadajícího pole závisí. Těmito jevy se zabývá nelineární optika.

### Synchronní popis
Až na výjimečné případy je odezva látek na dopadající pole okamžitá; není proto třeba brát v úvahu průběh pole před okamžikem, v němž odezvu zjišťujeme. Takovýto popis se označuje jako synchronní. Naproti tomu v řídkých případech může být nutné použít asynchronní popis, v němž tato „historie pole“ hraje roli.

### Lokální odezva
Jestliže odezva látek ve zvoleném bodu závisí pouze na materiálu v tomto bodě, pak odezva látky je lokální. Mohou nastat případy, kdy odezva závisí také na vzdálenějším okolí (měřítkem je vlnová délka) tohoto bodu; pak je potřeba použít vhodný nelokální popis.

## Podobné stránky
- optické vlastnosti